# 4014 Heizman
4014 Heizman је астероид. Приближан пречник астероида је 36,83 ,
а средња удаљеност астероида од Сунца износи 3,423 астрономских јединица (АЈ).
Инклинација (нагиб) орбите у односу на раван еклиптике је 1,098 степени, а орбитални период износи 2313,270 дана (6,333 година). Ексцентрицитет орбите астероида износи 0,032.
Апсолутна магнитуда астероида износи 12,00 а геометријски албедо 0,020.
Астероид је откривен 28. септембра 1979. године.